# Karol Jenike
Karol August Jenike (ur. 21 marca 1872 w Warszawie, zm. 9 kwietnia 1943 tamże) – inżynier, przemysłowiec, wiceprezydent Warszawy w latach 1919–1920).
Uczył się w prywatnej szkole, jednak jej nie ukończył. Po odbyciu praktyki w fabryce Lilpopa kontynuował naukę w latach 1892–1895 na Wydziale Mechanicznym Wyższej Szkoły Technicznej w Mittweidzie, gdzie uzyskał tytuł inżyniera. Studia uzupełniał na wydziale budownictwa politechniki w Charlottenburgu. Specjalizował się w konstrukcjach żelaznych i budowie mostów. Po studiach pracował w Berlinie i Düsseldorfie (1898–1899), później prowadził roboty budowlane fabryk na Śląsku i portu w Szczecinie.
Po powrocie do Warszawy po 1900 pracował jako kierownik biura konstrukcyjnego w fabryce wyrobów metalowych „Rohn i Zieliński” – gdzie wykonał wraz z bratem młodszym Julianem m.in. projekt szklanego dachu Politechniki Warszawskiej oraz konstrukcję stalową hotelu „Savoy” przy zbiegu ulic Ordynackiej i Nowego Światu. Były to jedne z pierwszych tego typu budynków w Warszawie. W 1904 razem z bratem Julianem założył biuro konstrukcyjno-budowlane „Bracia Jenike Inżynierowie”, które wykonywało projekty i obliczenia statyczne oraz kosztorysy konstrukcji żelaznych. Firma zajmowała się również importem maszyn, m.in. turbin parowych, urządzeń dla browarów i cukrowni, a później zaczęła specjalizować się w sprowadzaniu dźwigów, głównie z Niemiec. Biuro posiadało przedstawicielstwa w większych miastach Kongresówki oraz w Rostowie nad Donem. Od 1903 był członkiem Stowarzyszenia Techników Polskich. W latach 1906–1907 był wykładowcą Wydziału Technicznego Towarzystwa Kursów Naukowych. Ogłosił również szereg artykułów w „Przeglądzie Technicznym”.
Podczas I wojny światowej działał w Komitecie Obywatelskim miasta Warszawy, gdzie zorganizował Pocztę Miejską i był jej dyrektorem. W grudniu 1918 został wybrany ławnikiem magistratu miasta Warszawy, a następnie był wiceprezydentem miasta (20 marca 1919 – 1 czerwca 1920). Podczas wojny polsko-bolszewickiej był kierownikiem sekcji antysabotażowej Straży Obywatelskiej. W latach 1920–1922 w magistracie m.st. Warszawy pełnił funkcje: kierownika wydziału gospodarczego, ochrony pracy, tramwajów miejskich, lombardów miejskich, ubezpieczeń od ognia oraz kontroli ogólnej. Jednocześnie rozwijał działalność swej firmy, która w okresie międzywojennym specjalizowała się w produkcji dźwigów, a którą uruchomiono w 1914. W 1922 zatrudniała ona 12, w 1933 już 122, a w 1938 – 250 pracowników. W 1926 przekształcono firmę, która od tej pory nazywała się „Bracia Jenike – Fabryka Dźwigów SA”. W 1938 wytwórnia została przeniesiona z ul. Wilanowskiej do specjalnie wybudowanych pomieszczeń przy ul. Podskarbińskiej w Warszawie. Jej wyroby były wielokrotnie odznaczone złotymi medalami na wystawach polskich i zagranicznych. Podczas okupacji hitlerowskiej – chociaż nie podpisał volkslisty – zachował stanowisko dyrektora fabryki, która w tym czasie została przekształcona na warsztat naprawczy samochodów armii niemieckiej. Pochowany na cmentarzu ewangelicko-augsburskim przy ul. Młynarskiej w Warszawie (aleja 54 rząd 1, miejsce 32).

## Odznaczenia
Złoty Krzyż Zasługi (1937)

## Życie prywatne
Pochodził z niemieckiej rodziny przybyłej do Warszawy w XIX wieku z Berlina. Syn kupca i właściciela młyna Karola Augusta (starszego) i Amalii z domu Lepke. Miał brata inżyniera Juliusza (1876–1950). W 1903 ożenił się z Janiną Wandą Geizler, córką właściciela fabryki wyrobów metalowych „Bracia Geissler”, z którą miał czterech synów: absolwenta Wyższej Szkoły Handlowej Henryka (1906–1992), inżyniera rolnika Zygmunta (1909–1939), pracownika naukowego uniwersytetu w Salt Lake City Andrzeja (1914–2003) oraz powstańca warszawskiego Stanisława (1919–1944).